# Calcio Padova 2017-2018
Questa voce raccoglie le informazioni riguardanti il Calcio Padova nelle competizioni ufficiali della stagione 2017-2018.

## Stagione
Il Padova nella stagione 2017-2018 disputa il ventottesimo campionato di terza serie della sua storia, nel girone B di Serie C. Partecipa inoltre alla prima fase della Coppa Italia Tim Cup e alla Coppa Italia Serie C.
La presidenza della società passa da Giuseppe Bergamin a Roberto Bonetto mentre la prima squadra sarà allenata da Pierpaolo Bisoli. Nella prima sessione di mercato viene acquistato Pulzetti dallo Spezia, viene raggiunto un accordo con Chinellato, e arrivano Candido dal Bassano, Serena dall'Abano, Zivkov dal Vicenza, Tabanelli dal Cesena, Guidone e Trevisan dalla Reggiana, Contessa dal Lecce, Belingheri dalla Cremonese e Pinzi dal Brescia. Vengono invece ceduti Emerson e Dettori alla Feralpisalò, Neto al Mestre da svincolato, Alfageme alla Casertana, Altinier alla Reggiana, Sbraga alla Robur Siena e Berardocco al Südtirol. Favalli termina il contratto con la società il 30 giugno 2017, divenendo poi un giocatore della Ternana. A rientrare dai prestiti in altre società sono Turea, Dell'Andrea, Marcandella e Petrilli, con quest'ultimo che rescinde il suo contratto con il Padova a fine agosto. A concludere, invece, il periodo di prestito al Padova sono Fantacci, Boniotti, Monteleone, Gaiola e Bobb. Sempre con la formula del prestito arrivano Capello dal Cagliari, Ravanelli dalla primavera del Sassuolo e Merelli e Zambataro dall'Atalanta, mentre vanno in prestito Favaro al Mestre, Tentardini al Monza e Scevola al Rieti.
Nella sessione invernale di calciomercato viene acquistato Salviato dalla Cremonese e Sarno dal Foggia, mentre arrivano in prestito Gliozzi dal Sassuolo, Bellemo dalla SPAL, Lanini dalla Juventus e Fabris dal Venezia. Viene invece ceduto De Risio all'Avellino e Tabanelli al Lecce, mentre vengono mandati in prestito Boscolo Bisto all'Adriese e Chinellato all'Alessandria.
In Coppa Italia, il Padova si ferma al 2º Turno dopo la sconfitta esterna contro il Brescia. Il girone d'andata di Serie C termina con il Padova al primo posto. La partecipazione del Padova alla Coppa Italia di Serie C si conclude ai quarti di finale, dopo la sconfitta esterna con il Pontedera.
Il 23 aprile 2018, a due giornate dal termine del campionato, il team padovano ottiene la matematica vittoria del girone B di Serie C con conseguente promozione in Serie B, grazie alla vittoria dell'AlbinoLeffe sulla Reggiana.
Avendo concluso il girone al primo posto, il Padova partecipa agli scontri con Livorno e Lecce, vincitrici del corrispettivo girone, per la Supercoppa di Serie C. L'incontro casalingo con il Livorno vide la vittoria del Padova per 5-1, mentre la seconda partita, a Lecce, viene vinta anch'essa dal Padova con il risultato di 0-1, che permette alla squadra di aggiudicarsi la Supercoppa.

## Divise e sponsor
Sponsor tecnico sono Emporio Sport Padova e Kappa. Gli altri sponsor principali sono Italiana Assicurazioni, Zanutta, Noah, Tiemme Costruzioni e Australian.
La prima maglia, bianca con inserti rossi, si mantiene vicina alla tradizione del club euganeo, con lo stemma sovradimensionato già introdotto la scorsa stagione e che giustifica il soprannome di "biancoscudati" attribuito ai calciatori del Padova. Il bianco della casacca è combinato con il rosso che colora il sottile colletto a girocollo e i due spessi bordomanica. In rosso anche il lettering Kappa cucito sul petto e i celebri "Omini", applicati sulle spalle. Il font di nomi e numeri è lo stesso squadrato e spigoloso utilizzato da diverse squadre sponsorizzate da Kappa nella passata stagione.
La seconda maglia, come spesso accade per il club veneto, vede un'inversione nei colori rispetto alla prima maglia, con il rosso come colore principale rifinito dal bianco. Il modello scelto è lo stesso della versione casalinga, con loghi Kappa, sponsor di maglia e personalizzazioni di colore bianco. Sul busto è rappresentata tono su tono una riproduzione dell'Isola Memmia di Prato della Valle, omaggio alla città di Padova. Anche in questo caso modello base per pantaloncini e calzettoni, completamente rossi con loghi in bianco.
La maglia da portiere è di un vivace arancione. Il modello scelto si differenzia rispetto alle maglie utilizzate dai giocatori di movimento ed è caratterizzato da una banda di tessuto cucito lungo le maniche che ospita i loghi dello sponsor tecnico ripetuti in serie. Un'altra differenza rispetto alle altre maglie della collezione è rappresentata dal logo Kappa cucito sul petto, in sostituzione del lettering dell'azienda torinese.
| Casa | Trasferta | Terza maglia | 1° Portiere | 2° Portiere |

## Organigramma societario
Area direttiva
- Presidente: Roberto Bonetto
- Vicepresidente: Edoardo Bonetto
- Consigliere e amministratore delegato: Roberto Bonetto
- Altri Consiglieri: Moreno Beccaro, Filippo Pancolini, Giampaolo Salot, Roberto Vitulo

Area amministrativa
- Segretario sportivo: Fabio Pagliani
- Amministrazione: Benedetto Facchinato
- Responsabile organizzativo settore giovanile: Michele Capovilla
- Responsabile biglietteria: Riccardo Zanetto
- Collaboratore biglietteria: Alessandro Agostini
- Collaboratore segreteria e logistica: Francesco Stecca

Area comunicazione e marketing
- Responsabile marketing: Enrico Candeloro (World Appeal)
- Relazioni con gli sponsor: Giulia Berti  (World Appeal)
- Responsabile commerciale: Massimo Minetto (World Appeal)
- Immagine e direzione house organ: Ferruccio Ruzzante
- Ufficio stampa e SLO: Massimo Candotti
- Web editor e social manager: Dante Piotto

Area tecnica
- Direttore Generale e Responsabile Area Tecnica: Giorgio Zamuner
- Responsabile settore giovanile: Fulvio Simonini
- Collaboratore area tecnica: Rino Lavezzini
- Team manager: Marcelo Mateos
- Dirigente accompagnatore: Rosario Ferrigno
- Allenatore: Pierpaolo Bisoli
- Allenatore in seconda: Simone Groppi
- Preparatore atletico: Danilo Chiodi, Matteo Zambello
- Preparatore portieri: Adriano Zancopè
- Responsabile area medica: Pierantonio Michieli

## Rosa
Rosa aggiornata al 31 gennaio 2018.
| N. |                    | Ruolo | Calciatore               |
| -- | ------------------ | ----- | ------------------------ |
| 1  | Italia (bandiera)  | P     | Giacomo Bindi            |
| 3  | Italia (bandiera)  | D     | Sergio Contessa          |
| 4  | Italia (bandiera)  | C     | Riccardo Serena          |
| 5  | Italia (bandiera)  | D     | Trevor Trevisan          |
| 6  | Italia (bandiera)  | C     | Matteo Mandorlini        |
| 7  | Italia (bandiera)  | C     | Nico Pulzetti (capitano) |
| 8  | Italia (bandiera)  | C     | Carlo De Risio           |
| 8  | Italia (bandiera)  | A     | Ettore Gliozzi           |
| 9  | Italia (bandiera)  | A     | Matteo Chinellato        |
| 9  | Italia (bandiera)  | A     | Vincenzo Sarno           |
| 10 | Italia (bandiera)  | C     | Roberto Candido          |
| 11 | Italia (bandiera)  | C     | Giampiero Pinzi          |
| 12 | Italia (bandiera)  | P     | Piero Burigana           |
| 13 | Italia (bandiera)  | C     | Othman Chajari           |
| 14 | Etiopia (bandiera) | D     | Eyob Zambataro           |
| 15 | Italia (bandiera)  | D     | Nicola Boscolo Bisto     |
| 15 | Italia (bandiera)  | C     | Vittorio Fabris          |
| 16 | Italia (bandiera)  | C     | Nicola Madonna           |

| N. |                    | Ruolo | Calciatore         |
| -- | ------------------ | ----- | ------------------ |
| 17 | Italia (bandiera)  | A     | Marco Guidone      |
| 18 | Italia (bandiera)  | C     | Davide Mazzocco    |
| 19 | Italia (bandiera)  | D     | Michele Russo      |
| 20 | Italia (bandiera)  | D     | Luca Ravanelli     |
| 21 | Italia (bandiera)  | A     | Davide Marcandella |
| 22 | Italia (bandiera)  | P     | Davide Merelli     |
| 23 | Italia (bandiera)  | D     | Daniel Cappelletti |
| 24 | Italia (bandiera)  | C     | Andrea Tabanelli   |
| 24 | Italia (bandiera)  | C     | Alessandro Bellemo |
| 25 | Italia (bandiera)  | C     | Luca Belingheri    |
| 26 | Italia (bandiera)  | A     | Andrea Cisco       |
| 27 | Austria (bandiera) | D     | Petar Zivkov       |
| 28 | Italia (bandiera)  | A     | Alessandro Capello |
| 30 | Italia (bandiera)  | A     | Francesco Gerthoux |
| 31 | Italia (bandiera)  | A     | Enrico Piovanello  |
| 33 | Italia (bandiera)  | A     | Caio De Cenco      |
| 33 | Italia (bandiera)  | D     | Simone Salviato    |
| 34 | Italia (bandiera)  | C     | Eric Lanini        |

## Calciomercato
I trasferimenti e il costo delle operazioni sono disponibili qui.

### Sessione estiva(dal 01/07 al 31/08)
| Acquisti         | Acquisti           | Acquisti   | Acquisti              |
| R.               | Nome               | da         | Modalità              |
| ---------------- | ------------------ | ---------- | --------------------- |
| C                | Nico Pulzetti      | Spezia     | definitivo (300000 €) |
| C                | Davide Marcandella | Adriese    | fine prestito         |
| A                | Nicola Petrilli    | Maceratese | fine prestito         |
| A                | Matteo Chinellato  |            | svincolato            |
| A                | Alessandro Capello | Cagliari   | prestito              |
| C                | Roberto Candido    | Bassano    | definitivo (250000 €) |
| C                | Riccardo Serena    |            | svincolato            |
| D                | Luca Ravanelli     | Sassuolo   | prestito              |
| C                | Petar Zivkov       | Vicenza    | definitivo (50000 €)  |
| P                | Davide Merelli     | Atalanta   | prestito              |
| C                | Andrea Tabanelli   | Cesena     | definitivo (100000 €) |
| A                | Marco Guidone      | Reggiana   | definitivo (300000 €) |
| D                | Sergio Contessa    | Lecce      | definitivo (200000 €) |
| D                | Trevor Trevisan    | Reggiana   | definitivo (75000 €)  |
| D                | Eyob Zambataro     | Atalanta   | prestito              |
| D                | Luca Belingheri    | Cremonese  | definitivo (250000 €) |
| C                | Giampiero Pinzi    | Brescia    | definitivo (200000 €) |
| Altre operazioni |                    |            |                       |
| R.               | Nome               | da         | Modalità              |
| D                | Marco Dell'Andrea  | Mestre     | fine prestito         |
| A                | Oleg Turea         | Triestina  | fine prestito         |

| Cessioni         | Cessioni           | Cessioni      | Cessioni              |
| R.               | Nome               | a             | Modalità              |
| ---------------- | ------------------ | ------------- | --------------------- |
| D                | Emerson            | Feralpisalò   | definitivo (100000 €) |
| C                | Tommaso Fantacci   | Empoli U-19   | fine prestito         |
| D                | Alberto Boniotti   | Brescia       | fine prestito         |
| D                | Davide Monteleone  | Palermo       | fine prestito         |
| C                | Riccardo Gaiola    | Inter         | fine prestito         |
| C                | Yusupha Bobb       | Chievo Verona | fine prestito         |
| D                | Alessandro Favalli |               | svincolato            |
| A                | Neto               |               | svincolato            |
| P                | Alessandro Favaro  | Mestre        | prestito              |
| D                | Alberto Tentardini | Monza         | definitivo (75000 €)  |
| A                | Luis Alfageme      | Casertana     | definitivo (100000 €) |
| C                | Francesco Dettori  | Feralpisalò   | definitivo (150000 €) |
| A                | Cristian Altinier  | Reggiana      | definitivo (150000 €) |
| D                | Andrea Sbraga      | Robur Siena   | definitivo (200000 €) |
| A                | Caio De Cenco      | Pistoiese     | prestito              |
| C                | Luca Berardocco    | Südtirol      | definitivo (225000 €) |
| Altre operazioni |                    |               |                       |
| R.               | Nome               | da            | Modalità              |
| A                | Alessio Bertaso    | Trento        | definitivo (50000 €)  |
| D                | Marco Dell'Andrea  | Clodiense     | definitivo (25000 €)  |
| A                | Oleg Turea         | Arzignano     | definitivo (75000 €)  |
| A                | Nicola Petrilli    |               | svincolato            |
| C                | Matteo Scevola     | Rieti         | prestito              |

### Sessione invernale(dal 02/01 al 01/02)
| Acquisti | Acquisti           | Acquisti  | Acquisti              |
| R.       | Nome               | da        | Modalità              |
| -------- | ------------------ | --------- | --------------------- |
| D        | Simone Salviato    | Cremonese | definitivo (150000 €) |
| A        | Ettore Gliozzi     | Sassuolo  | prestito              |
| A        | Vincenzo Sarno     | Foggia    | definitivo (250000 €) |
| C        | Alessandro Bellemo | SPAL      | prestito              |
| C        | Eric Lanini        | Juventus  | prestito              |
| C        | Vittorio Fabris    | Venezia   | prestito              |

| Cessioni | Cessioni          | Cessioni    | Cessioni              |
| R.       | Nome              | a           | Modalità              |
| -------- | ----------------- | ----------- | --------------------- |
| C        | De Risio          | Avellino    | definitivo (100000 €) |
| D        | Boscolo Bisto     | Adriese     | prestito              |
| D        | Matteo Chinellato | Alessandria | prestito              |
| D        | Andrea Tabanelli  | Lecce       | definitivo (100000 €) |

## Risultati

### Serie C Girone B

#### Girone di andata
| Arbitro: | D. Miele (Torino) |

|                                     |           |  |
| G. Gomez 53’ Ungaro 57’ Antezza 85’ | Marcatori |  |

| Arbitro: | Capone (Palermo) |

|                            |           |             |
| Madonna 25’ Chinellato 45’ | Marcatori | 84’ Gattari |

| 10 settembre 2017 3ª Giornata |  | – Turno di riposo Padova |  |  |

| Padova 18 settembre 2017, ore 20:45 CEST 4ª Giornata | Padova       | 0 – 0 referto | Vicenza | Stadio Euganeo (9 168 spett.)\| Arbitro: \| Mei (Pesaro) \| |
| Arbitro:                                             | Mei (Pesaro) |               |         |                                                             |

| Arbitro: | Massimi (Termoli) |

|  |           |                 |
|  | Marcatori | 79’ Cappelletti |

| Arbitro: | De Santis (Lecce) |

|                                         |           |  |
| Trevisan 14’ Belingheri 28’ Candido 62’ | Marcatori |  |

| Arbitro: | Schirru (Nichelino) |

|  |           |                                   |
|  | Marcatori | 27’ Belingheri 32’ (rig.) Capello |

| Arbitro: | Santoro (Messina) |

|                                      |           |                  |
| Capello 43’ (rig.), 49’ Contessa 87’ | Marcatori | 12’ (aut.) Bindi |

| Arbitro: | Cipriani (Empoli) |

|                     |           |             |
| Varas 44’ Ilari 56’ | Marcatori | 24’ Capello |

| Arbitro: | Nicoletti (Catanzaro) |

|                    |           |  |
| Capello 31’ (rig.) | Marcatori |  |

| 29 ottobre 2017, ore 14:30 CEST 11ª Giornata | Modena | 0 – 3 Gara vinta a tavolino (0-3) dal Padova per la situazione del Modena, che dalla 12ª giornata viene escluso dal campionato. | Padova |  |

| Arbitro: | Zufferli (Udine) |

|                                   |           |                           |
| Guerra 19’ (rig.) A. Ferretti 34’ | Marcatori | 7’ Belingheri 37’ Capello |

| Arbitro: | Dionisi (L'Aquila) |

|                 |           |                  |
| Guidone 9’, 31’ | Marcatori | 68’ Neto Pereira |

| Arbitro: | Perotti (Legnano) |

|             |           |                             |
| Ciurria 51’ | Marcatori | 42’ Belingheri 53’ Pulzetti |

| Arbitro: | Pasciuta (Agrigento) |

|                           |           |            |
| Tabanelli 14’ Capello 62’ | Marcatori | 29’ Meduri |

| Arbitro: | Proietti (Terni) |

|                     |           |                |
| M. Russo 13’ (aut.) | Marcatori | 55’, 65’ Cisco |

| Padova 4 dicembre 2017, ore 20:45 CET 17ª Giornata | Padova             | 0 – 0 referto | Fermana | Stadio Euganeo (4 652 spett.)\| Arbitro: \| Ayroldi (Molfetta) \| |
| Arbitro:                                           | Ayroldi (Molfetta) |               |         |                                                                   |

| Padova 9 dicembre 2017, ore 20:30 CET 18ª Giornata | Padova                     | 0 – 0 referto | Reggiana | Stadio Euganeo (4 686 spett.)\| Arbitro: \| Robilotta (Sala Consilina) \| |
| Arbitro:                                           | Robilotta (Sala Consilina) |               |          |                                                                           |

| Arbitro: | Paterna (Teramo) |

|                  |           |  |
| Burzigotti 90+4’ | Marcatori |  |

#### Girone di ritorno
| Arbitro: | Dionisi (L'Aquila) |

|                         |           |           |
| Guidone 9’ Contessa 42’ | Marcatori | 57’ Pavan |

| Arbitro: | Fiorini (Frosinone) |

|               |           |                      |
| Germinale 16’ | Marcatori | 90+4’ (rig.) Capello |

| 21 gennaio 2018 22ª Giornata |  | – Turno di riposo Padova |  |  |

| Arbitro: | Perotti (Legnano) |

|  |           |             |
|  | Marcatori | 81’ Guidone |

| Arbitro: | Volpi (Arezzo) |

|             |           |              |
| Capello 17’ | Marcatori | 32’ Miracoli |

| Arbitro: | Schirru (Nichelino) |

|               |           |                                      |
| Sirignano 19’ | Marcatori | 23’ Pulzetti 55’, 74’ (rig.) Capello |

| Arbitro: | Santoro (Messina) |

|                 |           |  |
| Guidone 7’, 29’ | Marcatori |  |

| Arbitro: | Meleleo (Casarano) |

|                |           |             |
| Costantino 16’ | Marcatori | 70’ Guidone |

| Arbitro: | Zufferli (Udine) |

|  |           |                                  |
|  | Marcatori | 50’ Bacio Terracino 77’ Graziano |

| Arbitro: | Proietti (Terni) |

|                    |           |                            |
| Minesso 56’ (rig.) | Marcatori | 49’ Ravanelli 63’ Pulzetti |

| 18 marzo 2018 30ª Giornata | Padova | – Gara Annullata a causa dell'esclusione del Modena dal campionato | Modena |  |

| Arbitro: | Pasciuta (Agrigento) |

|             |           |                   |
| Guidone 11’ | Marcatori | 17’ (rig.) Guerra |

| Portogruaro 25 marzo 2018, ore 16:30 CEST 32ª Giornata | Mestre           | 0 – 0 referto | Padova | Stadio Pier Giovanni Mecchia (2 735 spett.)\| Arbitro: \| D'Apice (Arezzo) \| |
| Arbitro:                                               | D'Apice (Arezzo) |               |        |                                                                               |

| Arbitro: | D'Ascanio (Ancona) |

|                                       |           |  |
| Mazzocco 48’ Pulzetti 58’ Gliozzi 68’ | Marcatori |  |

| Arbitro: | De Santis (Lecce) |

|             |           |  |
| Coletti 26’ | Marcatori |  |

| Arbitro: | Massimi (Termoli) |

|             |           |               |
| Guidone 72’ | Marcatori | 58’ Giorgione |

| Arbitro: | Volpi (Arezzo) |

|             |           |             |
| Gennari 79’ | Marcatori | 63’ Capello |

| Arbitro: | Camplone (Pescara) |

|            |           |             |
| Cianci 35’ | Marcatori | 71’ Candido |

| Arbitro: | De Angeli (Abbiategrasso) |

|             |           |  |
| Capello 26’ | Marcatori |  |

### Coppa Italia
| Arbitro: | Perotti (Legnano) |

|                      |           |                    |
| Marcandella 3’, 109’ | Marcatori | 34’ (rig.) Goretta |

| Arbitro: | Sacchi (Macerata) |

|                 |           |  |
| Torregrossa 15’ | Marcatori |  |

### Coppa Italia Serie C
| Arbitro: | Mei (Pesaro) |

|                                                              |           |  |
| Zivkov 9’ M. Russo 32’ Chinellato 51’ Mazzocco 66’ Cisco 78’ | Marcatori |  |

| Padova 13 gennaio 2018 Ottavi di finale | Padova | 3 – 0 | Vicenza | Stadio Euganeo |

| Arbitro: | Camplone (Pescara) |

|                         |           |            |
| Tofanari 4’ Raffini 22’ | Marcatori | 66’ Lanini |

### Supercoppa di Serie C
| Arbitro: | Ayroldi (Molfetta) |

|                                                    |           |                        |
| Belingheri 20’, 46’ Capello 44’, 65’ Ravanelli 79’ | Marcatori | 48’ (rig.) Vantaggiato |

| Arbitro: | Zufferli (Udine) |

|  |           |                       |
|  | Marcatori | 16’ (aut.) Perucchini |

## Statistiche
Statistiche aggiornate al 26 maggio 2018.

### Statistiche di squadra
| Competizione          | Punti | In casa | In casa | In casa | In casa | In casa | In casa | In trasferta | In trasferta | In trasferta | In trasferta | In trasferta | In trasferta | Totale | Totale | Totale | Totale | Totale | Totale | DR  |
| Competizione          | Punti | G       | V       | N       | P       | Gf      | Gs      | G            | V            | N            | P            | Gf           | Gs           | G      | V      | N      | P      | Gf     | Gs     | DR  |
| --------------------- | ----- | ------- | ------- | ------- | ------- | ------- | ------- | ------------ | ------------ | ------------ | ------------ | ------------ | ------------ | ------ | ------ | ------ | ------ | ------ | ------ | --- |
| Serie C - Girone B    | 66    | 18      | 11      | 6       | 1       | 25      | 10      | 17           | 7            | 6            | 4            | 20           | 17           | 35     | 18     | 12     | 5      | 43     | 27     | +16 |
| Coppa Italia Serie C  | -     | 1       | 1       | 0       | 0       | 5       | 0       | 1            | 0            | 0            | 1            | 1            | 2            | 2      | 1      | 0      | 1      | 6      | 2      | +4  |
| Coppa Italia          | -     | 1       | 1       | 0       | 0       | 2       | 1       | 1            | 0            | 0            | 1            | 0            | 1            | 2      | 1      | 0      | 1      | 2      | 2      | +0  |
| Supercoppa di Serie C | -     | 1       | 1       | 0       | 0       | 5       | 1       | 1            | 1            | 0            | 0            | 0            | 0            | 2      | 2      | 0      | 0      | 6      | 1      | +5  |
| Totale                | -     | 21      | 14      | 6       | 1       | 36      | 12      | 20           | 8            | 6            | 6            | 21           | 20           | 40     | 22     | 13     | 7      | 57     | 32     | +25 |

### Andamento in campionato
| Giornata  | 1  | 2  | 3  | 4  | 5 | 6 | 7 | 8 | 9 | 10 | 11 | 12 | 13 | 14 | 15 | 16 | 17 | 18 | 19 | 20 | 21 | 22 | 23 | 24 | 25 | 26 | 27 | 28 | 29 | 30 | 31 | 32 | 33 | 34 | 35 | 36 | 37 | 38 |
| --------- | -- | -- | -- | -- | - | - | - | - | - | -- | -- | -- | -- | -- | -- | -- | -- | -- | -- | -- | -- | -- | -- | -- | -- | -- | -- | -- | -- | -- | -- | -- | -- | -- | -- | -- | -- | -- |
| Luogo     | T  | C  | -  | C  | T | C | T | C | T | C  | -  | T  | C  | T  | C  | T  | C  | C  | T  | C  | T  | -  | T  | C  | T  | C  | T  | C  | T  | -  | C  | T  | C  | T  | C  | T  | T  | C  |
| Risultato | P  | V  | -  | N  | V | V | V | V | P | V  | -  | N  | V  | V  | V  | V  | N  | N  | P  | V  | N  | -  | V  | N  | V  | V  | N  | P  | V  | -  | N  | N  | V  | P  | N  | N  | N  | V  |
| Posizione | 18 | 12 | 10 | 11 | 9 | 8 | 6 | 4 | 5 | 2  | 1  | 3  | 1  | 1  | 1  | 1  | 1  | 1  | 1  | 1  | 1  | 1  | 1  | 1  | 1  | 1  | 1  | 1  | 1  | 1  | 1  | 1  | 1  | 1  | 1  | 1  | 1  | 1  |

Fonte:  Serie C - Girone B, su calcio.com.
Legenda:

Luogo: C = Casa; T = Trasferta. Risultato: V = Vittoria; N = Pareggio; P = Sconfitta.
- = Turno di riposo.

### Statistiche dei giocatori
Sono in corsivo i giocatori che hanno lasciato la squadra a competizioni in corso.
| Giocatore        | Serie C – Girone B | Serie C – Girone B | Serie C – Girone B | Serie C – Girone B | Coppa Italia | Coppa Italia | Coppa Italia | Coppa Italia | Coppa Italia Serie C | Coppa Italia Serie C | Coppa Italia Serie C | Coppa Italia Serie C | Supercoppa di Serie C | Supercoppa di Serie C | Supercoppa di Serie C | Supercoppa di Serie C | Totale   | Totale | Totale      | Totale     |
| Giocatore        | Presenze           | Reti               | Ammonizioni        | Espulsioni         | Presenze     | Reti         | Ammonizioni  | Espulsioni   | Presenze             | Reti                 | Ammonizioni          | Espulsioni           | Presenze              | Reti                  | Ammonizioni           | Espulsioni            | Presenze | Reti   | Ammonizioni | Espulsioni |
| ---------------- | ------------------ | ------------------ | ------------------ | ------------------ | ------------ | ------------ | ------------ | ------------ | -------------------- | -------------------- | -------------------- | -------------------- | --------------------- | --------------------- | --------------------- | --------------------- | -------- | ------ | ----------- | ---------- |
| L. Belingheri    | 29                 | 4                  | 6                  | 0                  | -            | -            | -            | -            | -                    | -                    | -                    | -                    | 2                     | 2                     | 0                     | 0                     | 31       | 6      | 6           | 0          |
| A. Bellemo       | 7                  | 0                  | 0                  | 0                  | -            | -            | -            | -            | 1                    | 0                    | 0                    | 0                    | 2                     | 0                     | 0                     | 0                     | 10       | 0      | 0           | 0          |
| L. Berardocco    | -                  | -                  | -                  | -                  | -            | -            | -            | -            | -                    | -                    | -                    | -                    | -                     | -                     | -                     | -                     | -        | -      | -           | -          |
| G. Bindi         | 32                 | -26 (2)            | 3                  | 0                  | 2            | -2           | 0            | 0            | -                    | -0                   | -                    | -                    | 2                     | -1                    | 0                     | 0                     | 36       | -29    | 3           | 0          |
| N. Boscolo Bisto | -                  | -                  | -                  | -                  | 0            | 0            | 0            | 0            | 1                    | 0                    | 0                    | 0                    | -                     | -                     | -                     | -                     | 1        | 0      | 0           | 0          |
| P. Burigana      | -                  | -                  | -                  | -                  | -            | -            | -            | -            | -                    | -                    | -                    | -                    | 1                     | 0                     | 0                     | 0                     | 1        | 0      | 0           | 0          |
| R. Candido       | 17                 | 2                  | 0                  | 0                  | 2            | 0            | 0            | 0            | -                    | -                    | -                    | -                    | -                     | -                     | -                     | -                     | 19       | 2      | 0           | 0          |
| A. Capello       | 34                 | 13                 | 1                  | 0                  | 2            | 0            | 0            | 0            | 1                    | 0                    | 0                    | 0                    | 2                     | 2                     | 0                     | 0                     | 39       | 15     | 1           | 0          |
| D. Cappelletti   | 33                 | 1                  | 2                  | 0                  | 2            | 0            | 0            | 0            | -                    | -                    | -                    | -                    | 2                     | 0                     | 0                     | 0                     | 37       | 1      | 2           | 0          |
| O. Chajari       | 0                  | 0                  | 0                  | 0                  | 0            | 0            | 0            | 0            | 1                    | 0                    | 0                    | 0                    | -                     | -                     | -                     | -                     | 1        | 0      | 0           | 0          |
| M. Chinellato    | 16                 | 1                  | 0                  | 0                  | 2            | 0            | 0            | 0            | 1                    | 1                    | 0                    | 0                    | -                     | -                     | -                     | -                     | 19       | 2      | 0           | 0          |
| A. Cisco         | 15                 | 2                  | 1                  | 0                  | 0            | 0            | 0            | 0            | 2                    | 1                    | 0                    | 0                    | 2                     | 0                     | 0                     | 0                     | 19       | 3      | 1           | 0          |
| S. Contessa      | 30                 | 2                  | 4                  | 0                  | 1            | 0            | 0            | 0            | -                    | -                    | -                    | -                    | 2                     | 0                     | 0                     | 0                     | 33       | 2      | 4           | 0          |
| C. De Risio      | 17                 | 0                  | 1                  | 0                  | 2            | 0            | 2            | 0            | 1                    | 0                    | 0                    | 0                    | -                     | -                     | -                     | -                     | 20       | 0      | 3           | 0          |
| V. Fabris        | 9                  | 0                  | 0                  | 0                  | -            | -            | -            | -            | 1                    | 0                    | 0                    | 0                    | 1                     | 0                     | 0                     | 0                     | 11       | 0      | 0           | 0          |
| F. Gerthoux      | -                  | -                  | -                  | -                  | -            | -            | -            | -            | 1                    | 0                    | 0                    | 0                    | -                     | -                     | -                     | -                     | 1        | 0      | 0           | 0          |
| E. Gliozzi       | 11                 | 1                  | 0                  | 0                  | -            | -            | -            | -            | 1                    | 0                    | 1                    | 0                    | -                     | -                     | -                     | -                     | 12       | 1      | 1           | 0          |
| M. Guidone       | 32                 | 9                  | 5                  | 0                  | 1            | 0            | 0            | 0            | -                    | -                    | -                    | -                    | -                     | -                     | -                     | -                     | 33       | 9      | 5           | 0          |
| E. Lanini        | 8                  | 0                  | 1                  | 0                  | -            | -            | -            | -            | 1                    | 1                    | 0                    | 0                    | 0                     | 0                     | 0                     | 0                     | 9        | 1      | 1           | 0          |
| N. Madonna       | 13                 | 1                  | 3                  | 0                  | 2            | 0            | 0            | 0            | -                    | -                    | -                    | -                    | -                     | -                     | -                     | -                     | 15       | 1      | 3           | 0          |
| M. Mandorlini    | 23                 | 0                  | 2                  | 0                  | 2            | 0            | 1            | 0            | 2                    | 0                    | 0                    | 0                    | -                     | -                     | -                     | -                     | 27       | 0      | 3           | 0          |
| D. Marcandella   | 10                 | 0                  | 0                  | 0                  | 1            | 2            | 0            | 0            | -                    | -                    | -                    | -                    | 2                     | 0                     | 0                     | 0                     | 13       | 2      | 0           | 0          |
| D. Mazzocco      | 10                 | 1                  | 2                  | 0                  | 2            | 0            | 0            | 0            | 2                    | 1                    | 0                    | 0                    | -                     | -                     | -                     | -                     | 14       | 2      | 2           | 0          |
| D. Merelli       | 2                  | -1                 | 0                  | 0                  | 0            | -0           | 0            | 0            | 2                    | -2                   | 0                    | 0                    | 1                     | -0                    | 0                     | 0                     | 5        | -3     | 0           | 0          |
| N. Petrilli      | -                  | -                  | -                  | -                  | -            | -            | -            | -            | -                    | -                    | -                    | -                    | -                     | -                     | -                     | -                     | -        | -      | -           | -          |
| G. Pinzi         | 30                 | 0                  | 9                  | 0                  | -            | -            | -            | -            | -                    | -                    | -                    | -                    | 0                     | 0                     | 0                     | 0                     | 30       | 0      | 9           | 0          |
| E. Piovanello    | 1                  | 0                  | 0                  | 0                  | -            | -            | -            | -            | 1                    | 0                    | 0                    | 0                    | 2                     | 0                     | 0                     | 0                     | 4        | 0      | 0           | 0          |
| N. Pulzetti      | 25                 | 4                  | 4                  | 1                  | 2            | 0            | 0            | 0            | 1                    | 0                    | 0                    | 0                    | 2                     | 0                     | 0                     | 0                     | 30       | 4      | 4           | 1          |
| L. Ravanelli     | 17                 | 1                  | 2                  | 0                  | 1            | 0            | 0            | 0            | 0                    | 0                    | 0                    | 0                    | 2                     | 1                     | 0                     | 0                     | 20       | 2      | 2           | 0          |
| M. Russo         | 21                 | 1 (1)              | 2                  | 0                  | 2            | 0            | 0            | 0            | 2                    | 1                    | 0                    | 0                    | 0                     | 0                     | 0                     | 0                     | 25       | 2      | 2           | 0          |
| S. Salviato      | 12                 | 0                  | 0                  | 0                  | -            | -            | -            | -            | -                    | -                    | -                    | -                    | 2                     | 0                     | 0                     | 0                     | 14       | 0      | 0           | 0          |
| V. Sarno         | 14                 | 0                  | 0                  | 0                  | -            | -            | -            | -            | 1                    | 0                    | 0                    | 0                    | -                     | -                     | -                     | -                     | 15       | 0      | 0           | 0          |
| A. Sbraga        | -                  | -                  | -                  | -                  | 0            | 0            | 0            | 0            | -                    | -                    | -                    | -                    | -                     | -                     | -                     | -                     | 0        | 0      | 0           | 0          |
| M. Scevola       | 0                  | 0                  | 0                  | 0                  | 0            | 0            | 0            | 0            | -                    | -                    | -                    | -                    | -                     | -                     | -                     | -                     | 0        | 0      | 0           | 0          |
| R. Serena        | 18                 | 0                  | 0                  | 0                  | 1            | 0            | 0            | 0            | 1                    | 0                    | 0                    | 0                    | 2                     | 0                     | 0                     | 0                     | 22       | 0      | 0           | 0          |
| A. Tabanelli     | 6                  | 1                  | 0                  | 0                  | 1            | 0            | 0            | 0            | 0                    | 0                    | 0                    | 0                    | -                     | -                     | -                     | -                     | 7        | 1      | 0           | 0          |
| T. Trevisan      | 28                 | 1                  | 10                 | 1                  | -            | -            | -            | -            | -                    | -                    | -                    | -                    | 1                     | 0                     | 0                     | 0                     | 29       | 1      | 10          | 1          |
| E. Zambataro     | 8                  | 0                  | 1                  | 0                  | -            | -            | -            | -            | 2                    | 0                    | 0                    | 0                    | 2                     | 0                     | 0                     | 0                     | 12       | 0      | 1           | 0          |
| P. Zivkov        | 4                  | 0                  | 1                  | 0                  | -            | -            | -            | -            | 2                    | 1                    | 0                    | 0                    | 0                     | 0                     | 0                     | 0                     | 6        | 1      | 1           | 0          |

## Organigramma settore giovanile
Responsabili
- Responsabile Settore Giovanile: Fulvio Simonini
- Responsabile Organizzativo: Michele Capovilla
- Segreteria: Marianna Bonaldi
- Amministrazione: Katia Fassina
- Segretario Sportivo Prima Squadra: Fabio Pagliani
- Responsabile Attività di Base: Alberto Piva
- Responsabile Scouting: Ottorino Cavinato
- Responsabile Gemellate-Logistica: Federico Nichele
- Web Editor: Dante Piotto
- Addetto Stampa: Massimo Candotti
- Responsabile Scuola Calcio: Luca Romaniello
- Responsabile Tecnico Scuola Calcio: Antonio Biancucci
- Tutor Foresteria: Marco Dal Moro

Collaboratori tecnici
- Maestro della tecnica: Luigi Capuzzo
- Prima squadra e preparatore coordinamento Preparatori Atletici: Matteo Zambello
- Collaboratore tecnico: Daniele Bargellini
- Responsabile portieri: Andrea Cano
- Scuola Portieri: Daniele Fiorin, Giulio Broetto, Paolo Zanin
- Osservatori: Edoardo Bortolotto, Andrea Ervigi, Antonino Romeo, Carlo Spolaore, Paolo Stramazzo
- Autisti: Dario Bassan, Alessandro Carturan, Rocco Calderazzo, Claudio Canzian, Alberto Fulici, Gianni Fulici, Francesco Nicoletto, Corrado Speranza

Organigramma tecnico
- Preparatori atletici: Vincenzao Piermatteo, Alessandro Pastore, Andrea De Rossi, Antonio Biancucci,
- Squadra Berretti – Matteo Centurioni (allenatore)
- Squadra Under 17 Lega Pro – Emanuele Pelizzaro (allenatore) – Andrea Baldin (allenatore in seconda)
- Squadra Under 16 Lega Pro – Massimo Pedriali (allenatore) – Simone Viale (allenatore in seconda)
- Squadra Under 15 Lega Pro – Claudio Ottoni (allenatore)
- Squadra Giovanissimi Regionali Fascia “B” – Lorenzo Simeoni (allenatore)
- Squadra Giovanissimi Professionisti 05 – Filippo Scarani (allenatore) – Andrea Valentinetti (allenatore in seconda) – Alex Rizzato (allenatore in seconda)
- Squadra Esordienti (2006) – Roberto Curci (allenatore) – Daniele Longato (allenatore in seconda) – Federico Lazzarini (allenatore in seconda)
- Squadra Esordienti (2007) – Davide Checchini (allenatore) – Michael Dozzo (allenatore in seconda)
- Squadra Pulcini (2008) – Simone Viale (allenatore) – Pierfrancesco Ciraolo (allenatore in seconda)
- Squadra Pulcini (2009) – Luca Nadalet (allenatore) – Alessandro Palmieri (allenatore in seconda)
- Academy Giovanissimi 2003/2004 SC: Cosimo Chiefa (allenatore) – Andrea Ghiro (allenatore in seconda)
- Academy Esordienti a 9 2005 SC: Andrea Bonfanti (allenatore) – Francesco Bosco (allenatore in seconda)
- Academy Esordienti a 9 2006 SC: Matteo Guiotto (allenatore) – Pierfrancesco Ciraolo (allenatore in seconda)

Staff sanitario
- Resp. Sanitario Settore Giovanile: Stefano Paiaro
- Prima Squadra e Coordinamento Fisioterapisti: Filippo Ranzato
- Medici: Gino Degano, Daniele Numitore
- Fisioterapisti: Andrea Righetto, Caterina Zuin
- Psicologa: Cinzia Mattiolo

Dirigenti accompagnatori
- Berretti: Alfredo Bellini, Giuseppe Leli, Giovanni Carones, Pietro Sollo
- Under 17: Michele Sandonà, Diego Vezzaro, Massimo Pettenello
- Under 16: Roberto Grego, Sergio Rosselli
- Under 15: Paolo Sarti, Sergio Zanato
- Giovanissimi Fascia B: Emiliano Agostini, Martino Carello
- Giovanissimi Professionisti: Stefano Calore, Michele Sena
- Esordienti 2006: Alessio Salmaso, Antonio Carrisi, Stefano Borgato
- Esordienti 2007: Riccardo Cusin, Michele Burattin
- Pulcini 2008: Giuseppe Nardo, Domenico Sallustio
- Pulcini 2009: Daniele Beccegato, Marco Izzo
- Academy Giovanissimi 2003/2004 SC: Alberto Magagnotti, Claudio Ferran

### Piazzamenti
- Campionato nazionale Dante Berretti:
  - Allenatore: Matteo Centurioni
  - Campionato: 4º posto
- Under-17:
  - Allenatore: Emanuele Pellizzaro
  - Campionato: 10º posto
- Under-16:
  - Allenatore: Massimo Pedriali
  - Campionato: 6º posto
- Under-15:
  - Allenatore: Claudio Ottoni
  - Campionato: Vincitrice
- Giovanissimi professionisti 2004: 
  - Allenatore: Lorenzo Simeoni
  - Campionato: 5º posto